# Gail Zappa
Adelaide Gail Zappa, född Sloatman den 1 januari 1945 i Philadelphia, Pennsylvania, död 7 oktober 2015 i Los Angeles, Kalifornien, var en amerikansk affärskvinna inom musikbranschen som var kompositören Frank Zappas hustru från 1967 fram till hans död 1993. Gail Zappa blev en välkänd personlighet inom den rockmusikvärld som växte fram i Los Angeles från det sena 60-talet och framåt, exempelvis bland alla de musiker som bodde och verkade i Laurel Canyon, ett område där hon och Frank slog sig ned i slutet av 60-talet. Deras dåvarande hus, känt som "The Log Cabin", blev en mötesplats för allehanda rockband och musiker, bland andra Jimi Hendrix och Mick Jagger. Efter Franks död i prostatacancer 1993 tog Gail över hans musikskatt som hon förvaltade.
Gail och Frank Zappa gifte sig i september 1967, och hon var mor till alla hans barn.